# Alois Grillmeier
Alois Grillmeier SJ (ur. 1 stycznia 1910 w Pechbrunn, Bawaria, zm. 13 września 1998 w Unterhaching koło Monachium) – niemiecki duchowny rzymskokatolicki, jezuita, teolog, kardynał diakon w latach 1994–1998.

## Droga naukowa

### Studia
Uczęszczał do liceum klasycznego w Ratyzbonie. W kwietniu 1929 wstąpił do zakonu jezuitów (także jeden z jego braci był jezuitą), nowicjat odbył w Tisis w Austrii; pierwsze śluby zakonne złożył 16 kwietnia 1931. Studiował filozofię i teologię w Pullach koło Monachium, Valkenburgu (Holandia), Frankfurcie nad Menem, Rzymie (na Papieskim Uniwersytecie Gregoriańskim), a we Fryburgu Bryzgowijskim obronił doktorat z teologii dogmatycznej. Święcenia kapłańskie przyjął 24 czerwca 1937 w Monachium, zakonne śluby wieczyste złożył 15 sierpnia 1946 w Pullach.
W czasie II wojny światowej został powołany do służby wojskowej; był kapelanem od lutego 1942 do kwietnia 1944, kiedy wszystkich jezuitów wydalono z wojska jako "niegodnych służby w obronie ojczyzny".

### Nauczanie
Grillmeier pracował od 1944 jako docent w Pullach i Buren (Westfalia), a od 1950 wykładał teologię w kolegium jezuickim Św. Jerzego we Frankfurcie nad Menem; przeszedł na emeryturę w 1978.
W latach 1962–1965 jako doradca ds. teologicznych towarzyszył biskupowi Limburga Wilhelmowi Kempfowi na Soborze Watykańskim II; w pracach komisji teologicznej Soboru współpracował m.in. z Karolem Wojtyłą. Odbył kilka podróży do państw afrykańskich, gdzie prezentował dokumenty soborowe biskupom i misjonarzom. W latach 1964–1977 był redaktorem naczelnym periodyku "Scholastik" (od 1966 pod nazwą "Theologie und Philosophie"), wydawanego przez Wydział Teologiczny Uniwersytetu we Frankfurcie. Od 1993 był członkiem Bawarskiej Akademii Nauk. Honorowe doktoraty nadały mu uniwersytety w Moguncji, Innsbrucku i Bambergu.

## Nominacja kardynalska
W listopadzie 1994 papież Jan Paweł II wyniósł go do godności kardynalskiej, nadając tytuł diakona San Nicola in Carcere. Ze względu na podeszły wiek (84 lata) ks. Grillmeier został zwolniony z przyjęcia sakry biskupiej, nie miał również nigdy prawa udziału w konklawe. Zmarł we wrześniu 1998 i został pochowany na cmentarzu w Pullach.

## Publikacje
Tłumaczenie angielskie jego podstawowego dzieła, zadedykowanego kard. Franzowi Königowi, abpowi Wiednia. Studium ma charakter ekumeniczny, ukierunkowany ku dialogowi z Prawosławiem:
- Aloys Grillmeier: Christ in Christian Tradition. 1965. Brak numerów stron w książce
  - Volume 1: From the Apostolic Age to Chalcedon (451). Louisville: Westminster John Knox Press, 1975. ISBN 0-664-22301-X. Brak numerów stron w książce
  - Volume 2: From the Council of Chalcedon /451/ to Gregory the Great /590-604/
    - Part One: Reception and contradiction. The development of the discussion about Chalcedon from 451 to the beginning of reign of Justinian. Louisville: Westminster John Knox Press, 1986. ISBN 0-664-22160-2. Brak numerów stron w książce
    - Part Two: The Church in Constantinople in the sixth century. Theresia Hainthaler (współ-autor), John Cawte, Pauline Allen (tłum. z j. niemieckiego). Louisville, Kentucky – London: Westminster John Knox Press – Mowbray, 1995, s. 565. ISBN 0-664-21997-7. Wydanie brytyjskie: ISBN 0-264-67261-5
    - Part Three: Patriarchates in Jerusalem and Antioch. Armenian and Georgian history of christology. Persian Church ('Nestorians') W przygotowaniu.
    - Part Four: The Church of Alexandria With Nubia and Ethiopia. Theresia Hainthaler (współ-autor), John Cawte, Pauline Allen (tłum. z j. niemieckiego). Wyd. 2 poprawione. Louisville, Kentucky – London: Westminster John Knox Press – Mowbray, 1996, s. 431. ISBN 0-664-21998-5.